# 方知达
方知达（1916年7月21日—1995年9月24日），原名颜阿章。浙江慈溪县人。中华人民共和国政治人物。

## 生平
1932年，加入中国共产党。1932年，共青团上海沪南区委委员兼组织部长。1937年，参加抗日运动任沪南青年救亡团长。1938年，担任情报工作。1943年，转入苏北根据地，任敌工干事，新四军第三师上校联络参谋。1945年，任锦州铁路管理局长兼护路副司令。1946年，蒙古工作委员会书记，郑家屯西满分局蒙工组长、军区蒙联部长，中共兴安省工委委员兼政府秘书长。1947年，内蒙古自治区政府党委秘书长兼政府秘书长；同年5月至12月，任内蒙古军区政治部主任。
1949年，东北财委办公室主任，东北人民政府副秘书长兼东北修建委员会副主任。1954年，国家计委办公厅主任。1956年参与筹建中华人民共和国国家经济贸易委员会，任国家经委委员兼办公厅主任。1978年，任中央统战部副部长兼机关党委书记。1983年，任中华人民共和国国家计划委员会咨询组副组长。著有回忆录《狱中苦读》、《上海市民义勇军》、《一颗丹心》、《敌营谈判》、《东蒙工作实录》等。1995年9月，因病在北京去世。